# Internet Storage Name Service
Internet Storage Name Service (iSNS) (Служба имён хранилищ Интернета) — сетевой протокол, позволяющий автоматизировать открытие, управление и конфигурирование ISCSI и Fibre Channel устройств (с использованием iFCP шлюзов) в TCP/IP сетях.
Протокол iSNS описывается в RFC 4171.

## Особенности
iSNS предоставляет управление сервисами аналогично тем, которые имеются в семействе Fibre Channel, что позволяет для стандартной IP сети работать во многом таким же образом, как работает в Fibre Channel сеть хранения данных. Из-за того, что iSNS способен эмулировать фабрику сервисов Fibre Channel, и управлять как ISCSI, так и Fibre Channel устройствами, iSNS сервер может быть использован в качестве объединяющего пункта для всей сети хранения. Хотя следует отметить, что стандартами iSNS является обязательным поддержка iFCP протокола, поддерживающего ISCSI.

## Компоненты
Стандарт iSNS определяет четыре компонента:

### Протокол iSNSP
iSNSP это такой протокол, который определяет, каким образом клиенты и сервера iSNS общаются между собой. Он предназначен для использования на различных платформах, включая коммутаторы и конечные объекты. iSNSP основывается на сообщениях запросов и ответов, которые вместе формируют полную транзакцию.

### Клиенты iSNS
iSNS-клиентами могут быть как устройства хранения данных, предоставляющие свои услуги по сети, так и компьютеры, пользующиеся (опосредованно через сети передачи данных) услугами сетевых устройств хранения данных. iSNS-клиенты взаимодействуют с iSNS-серверами по протоколу iSNSP.
- Устройства хранения данных (например iSCSI Target или FC Storage), используя протокол iSNSP, регистрируются на iSNS-сервере, предоставляя ему информацию об атрибутах устройства, в результате чего:

а) становятся членами Домена Обнаружения (Discovery Domain, DD);
б) могут загрузить с iSNS-сервера информацию о других зарегистрированных устройствах хранения,
в) могут получать от iSNS-сервера асинхронные уведомления о событиях, произошедших в их Домене Обнаружения (rfc4171, п.2.1.2.),
г) могут обязаться уведомлять iSNS-сервер об изменениях своего состояния (доступности) (rfc4171, п.2.3.2.).
- Компьютеры, пользующиеся через сеть услугами устройств хранения данных (iSCSI-инициаторы), — получают от iSNS-сервера информацию о доступных в их Домене Обнаружения устройствах хранения данных, а также оповещения о появлении новых и удалении (недоступности) существовавших устройств хранения данных.

### Серверы iSNS
iSNS серверы реагируют на запросы iSNS протокола, а также на запросы, сделанные iSNS клиентами, использующими iSNSP. iSNS серверы инициируют уведомления об изменениях в iSNSP и хранят информацию, надлежащим образом прошедшую проверку подлинности и представляющую собой заявку на регистрацию в базе данных iSNS.

### Базы данных iSNS
Базы данных iSNS это информационные хранилища (репозитории) для iSNS серверов. Они хранят информацию об атрибутах клиентов iSNS, причём каталоги хранения могут отличаться в зависимости от реализации iSNS, например, они могут хранить атрибуты клиента в каталоге LDAP.

## Сервисы
iSNS обеспечивает четыре основных сервиса:

### Регистрация имён и поиск ресурсов хранения данных
Сервис регистрации имён предоставляет всем объектам в сети возможность зарегистрироваться и опрашивать базы данных для поиска ресурсов хранения данных. Например, клиенты-инициаторы могут получить от iSNS сервера информацию о других инициаторах (например, iSCSI-инициаторах) и конечных объектах (например, iSCSI-целях (iSCSI Target)).

### Исследование домена и авторизации
Администраторы могут использовать домены обнаружения для разделения устройств хранения данных на управляемые группы. Для этой группировки администраторы могут ограничивать авторизацию каждого узла в наиболее подходящей подсети, зарегистрированной в iSNS, что позволяет расширить сеть хранилищ данных за счет сокращения числа ненужных запросов на авторизацию путём ограничения времени, которое каждый узел тратит на установление входа в сеть.
Каждый узел может использовать Login Control для делегирования своего управления доступом и политики авторизации iSNS серверу. Такое делегирование призвано содействовать централизации управления доступом.

### Основные уведомления об изменениях
Сервис уведомления об изменениях (SCN) позволяет серверам iSNS выдавать уведомления о каждом событии, которое затрагивает узлы хранения данных управляемой ими сети. Каждый клиент iSNS может зарегистрироваться для получения уведомлений от имени своих узлов хранения, и каждый клиент будет реагировать на это в соответствии со своими собственными требованиями и реализацией.

### Двунаправленные отображения между Fibre Channel и ISCSI устройствами
Из-за того, что в базах данных iSNS сохраняются имена и поисковая информация об Fibre Channel и ISCSI устройствах, iSNS серверы способны хранить отображения Fibre Channel устройств к прокси-устройствам ISCSI в сети IP. Эти отображения может быть также сделаны и в противоположном направлении, что позволяет iSNS серверам хранить отображения ISCSI устройств к прокси-WWNs.